# Обновление храма Воскресения Христова в Иерусалиме
Обновление храма Воскресения Христова в Иерусалиме (другое название — Воскресение слову́щее) — православный праздник, отмечаемый 26 сентября (13 сентября по старому стилю). Установлен в память завершения строительства и освящения храма Воскресения Христова, более известного в настоящее время как храм Гроба Господня. Предшествует празднику Воздвижения Креста Господня (27 сентября), хотя посвящён событию, произошедшему спустя десять лет.

## История
В начале IV века Еленой, матерью императора Константина Великого, в Иерусалиме было найдено место, где в I веке был распят Иисус Христос. По приказу императора на этом месте было начато возведение церкви. В 335 году работы были завершены. В этом же году проходил Первый Тирский собор, участники которого были приглашены на освящение вновь построенного храма, состоявшееся 13 сентября 335 года. В память об этом был установлен церковный праздник.

## Воскресение словущее
В России праздник получил второе именование — Воскресение Словущее.
Согласно одной из версий, поскольку иерусалимский Кафоликон — храм Воскресения Господня, входящий в структуру храмового комплекса Гроба Господня, был воздвигнут на месте исторических событий Распятия, Погребения и Воскресения Христова, и общее в христианстве представление об Иерусалиме как о центре Земли и домостроительства спасения (Пс. 73:12), то, согласно традиционным русским церковным воззрениям, он был невоспроизводим в своей уникальности, в том числе — в названии. Таким образом, храмы, посвящённые событию Воскресения Христова, именовались на Руси во имя «Воскресения Словущего» (Словущее означает «так называемое» — от глагола «слыть» — быть известным).
В этот праздник в храмах, освящённых в честь Воскресения Словущего, служба совершается как на Пасху — пасхальным чином, торжественно восклицается:
Христос воскресе! — Воистину воскресе!
Многочисленные Воскресенские храмы в России посвящены именно празднику Обновления Храма, а не Воскресению Христову (Пасхе), так как, по православным представлениям, никакая церковь, кроме храма Гроба Господня, не может именоваться храмом Воскресения Христова. Другое название воскресенских храмов — храм Воскресения Словущего.